# Волгодонская (станция)
Волгодо́нская — железнодорожная станция Ростовского региона Северо-Кавказской железной дороги на линии Куберле — Морозовская. Находится в городе Волгодонске Ростовской области.

## История
В 1940-х годах вблизи современных Цимлянска и Волгодонска началось строительство Цимлянской ГЭС. Масштабные работы по возведению плотины требовали доставки огромного количества грузов и строительных материалов, а также десятков тысяч рабочих, преимущественно заключённых ГУЛага. Возможности водного транспорта были сильно ограничены летом из-за обмеления Дона выше Северского Донца. Ближайшая к месту стройки автомобильная дорога Новочеркасск — Сталинград не имела твёрдого покрытия и не годилась для пропуска большого потока транспорта. Единственным решением транспортной проблемы стало строительство железной дороги.
Ближайшими к строительной площадке железнодорожными линиями были Сталинград — Лихая и Сталинград — Куберле. На подготовительном этапе участок Лихая — Сталинград был сделан двухпутным. На нём в качестве отправного пункта была выбрана станция Морозовская, на которой действовало паровозное депо. На южной ветке для будущего железнодорожного узла выбрали станцию Куберле. Строительство участка от Куберле до Добровольской (ныне Волгодонской) было завершено весной 1950 года. Спустя два месяца, в июле 1950 года, станция Добровольская приступила к выполнению регулярных грузовых операций. Станция служила узлом переформирования грузовых составов и выполняла роль перевалочного пункта при этапировании заключенных. После выгрузки из вагонов, заключенных пешими колоннами вели в лагеря в сторону поселков Шлюзы и Новосоленовского.
Станция обслуживала строительные работы в порту, к ней была привязана база по обработке инертных строительных материалов, располагавшаяся в треугольнике между современными 1-й и 2-й Бетоными улицами. За весь период строительства в различные районы Цимлянского гидроузла и судоходного канала было доставлено 22 миллиона тонн грузов. Из них более четверти пришлись на Цимлянский гидроузел. 72,7 % грузов было доставлено железнодорожным транспортом.
В конце 1949 года рядом со станцией началось строительство домов с печным отоплением для железнодорожников. В 1950 году завершено возведение водонапорной башни, которая обеспечивала водой, как сам поселок, так и паровозные гидроколонки. В первый год функции вокзала выполняли три вагона: в одном из них разместился дежурный по станции, в другом оборудовали билетные кассы и небольшой зал ожидания. Строительство одноэтажного здания вокзала завершили в 1951 году. Прямое железнодорожное сообщение по плотине открылось летом 1952 года, после того как был выполнен монтаж конструкций железнодорожного моста через судоходный канал. В 1954 году участок от Добровольской до Цимлянской был принят в постоянную эксплуатацию. В 1964 году станция Добровольская переименована в станцию Волгодонская в составе Сальского отделения Северо-Кавказской железной дороги.
В 1977 году было открыто новое типовое двухэтажное здание, объединившее железнодорожный вокзал с автостанцией Волгодонска. Для прибытия и отправления пассажирских поездов имеется одна высокая платформа с перрона вокзала.
Наиболее интенсивное пассажирское движение по станции Волгодонская было в середине 1980-х и первой половине 1990-х годов.
Через станцию следовали пассажирские поезда № 257/258 сообщением Ставрополь — Москва, № 653/654 сообщением Цимлянская — Ростов, № 689/690 сообщением Цимлянская — Адлер, № 697/698 сообщением Сальск — Волгодонская, почтово-багажный поезд № 945/946 сообщением Ленинград — Баку с прицепным вагоном № 25 сообщением Волгодонская — Минеральные Воды, а также пригородные поезда № 6847/6848 сообщением Цимлянская — Куберле, № 6345/6346 сообщением Волгодонская — Морозовская, № 6382/6381 сообщением Волгодонская — Морозовская.
Выписка из расписания движения пассажирских поездов по станции Волгодонская с июня 1996 по июнь 1997 года
| № поезда | сообщение                          | Тип поезда       | Время прибытия/ отправления |
| 257      | Москва — Ставрополь                | пассажирский     | 17.21                       |
| 945      | Санкт-Петербург — Минеральные Воды | почтово-багажный | 07.09                       |
| 653      | Цимлянская — Ростов                | пассажирский     | 20.56                       |
| 689      | Цимлянская — Адлер                 | пассажирский     | 18.06                       |
| 697      | Волгодонская — Сальск              | пассажирский     | 09.20                       |
| 654      | Ростов — Цимлянская                | пассажирский     | 09.50                       |
| 690      | Адлер — Цимлянская                 | пассажирский     | 13.43                       |
| 946      | Минеральные Воды — Санкт-Петербург | почтово-багажный | 05.27                       |
| 258      | Ставрополь — Москва                | пассажирский     | 23.21                       |
| 698      | Сальск — Волгодонская              | пассажирский     | 19.05                       |

С июня 1997 года все указанные пассажирские и почтово-багажный поезда были отменены. С летнего расписания 1997 года маршрут пассажирского поезда № 653/654 был укорочен до станции Волгодонская, который курсировал до станции Ростов-Главный с двумя прицепными купейным и плацкартным вагонами до станции Москва-Пассажирская-Казанская. В 2010 году поезд № 653/654 был отменён.

## Движение поездов
Через станцию осуществляется движение грузовых и пассажирских поездов в направлении Куберле — Морозовская — Куберле.
Грузовые перевозки осуществляются тепловозами серий 2ТЭ116У и 2ТЭ25КМ приписки ТЧЭ-4 Имени Максима Горького Приволжской дирекции тяги, ТЧЭ-14 Сальск и ТЧЭ-1 Лихая Северо-Кавказской дирекции тяги.
Маневровую работу на станции обеспечивают маневровые локомотивы ЧМЭ3 с припиской к эксплуатационному локомотивному депо ТЧЭ-14 Сальск.
Пригородные поезда обслуживаются ТЧ-4 Ростов-Главный рельсовыми автобусами марки РА3 и РА2.
Пассажирские поезда дальнего следования обслуживаются тепловозами ТЭП70БС приписки к локомотивному депо ТЧЭ-1 Лихая Северо-Кавказской дирекции тяги.

### Пригородное сообщение
| Пригородное | Пригородное                            | Пригородное | Пригородное                            |
| № поезда    | Маршрут движения                       | № поезда    | Маршрут движения                       |
| ----------- | -------------------------------------- | ----------- | -------------------------------------- |
| 6813        | Волгодонская — Сальск — Ростов-Главный | 6814        | Ростов-Главный — Сальск — Волгодонская |

### Дальнее сообщение
| № поезда                         | Маршрут движения                 | № поезда                         | Маршрут движения                 |
| Круглогодичное обращение поездов | Круглогодичное обращение поездов | Круглогодичное обращение поездов | Круглогодичное обращение поездов |
| -------------------------------- | -------------------------------- | -------------------------------- | -------------------------------- |
| 99                               | Санкт-Петербург — Адлер          | 100                              | Адлер — Санкт-Петербург          |
| 119                              | Тюмень — Кисловодск              | 120                              | Кисловодск — Тюмень              |
| 365                              | Пермь — Кисловодск               | 366                              | Кисловодск — Пермь               |
| 367                              | Киров — Кисловодск               | 368                              | Кисловодск — Киров               |
| Сезонное обращение поездов       |                                  |                                  |                                  |
| 465                              | Астрахань — Имеретинский курорт  | 466                              | Имеретинский курорт — Астрахань  |
| 505                              | Саратов — Имеретинский курорт    | 506                              | Имеретинский курорт — Саратов    |

## Иллюстрации
| - Схема временных железнодорожных путей на строительной площадке Цимлянского гидроузла. Пути примыкания к станции Добровольская в правой части рисунка | - Вид со стороны Цимлянска |